# نینتندو ۶۴
نینتندو ۶۴ (به انگلیسی: Nintendo 64) (به اختصار N64) سومین کنسول ویدئویی نینتندو برای بازار جهانی است. این کنسول به خاطر پردازنده ۶۴ بیت خود، ان۶۴ نامگذاری و در ۲۳ ژوئن ۱۹۹۶ در ژاپن عرضه شد. در ۲۹ سپتامبر همان سال در آمریکای شمالی، در ۱ مارس ۱۹۹۷ در اروپا و استرالیا (عرضه در فرانسه ۱ سپتامبر)، و در ۱۰ دسامبر ۱۹۹۷ در برزیل انتشار یافت. این کنسول سخت‌افزار داخلی و گرافیکی قوی تری از پلی استیشن داشت. اما به دلیل استفاده از کارتریج از تمام قدرت خود بهره نبرد.
این دستگاه، آخرین کنسول خانگی شرکت نینتندو قبل از نینتندو سوییچ (با کارتریج فلش رام) است که از کارتریج برای عرضهٔ بازی استفاده می‌کند. در کنسول بعدی نینتندو گیم‌کیوب از فرمت مینی‌دی‌وی‌دی و در کنسول بعد از آن وی دیسکهایی با اندازه استاندارد دی‌وی‌دی برای عرضه بازی استفاده شده‌است. اگرچه در دسته‌های سری گیم بوی استفاده از نوار ادامه یافت. عرضهٔ نینتندو ۶۴ در سال ۲۰۰۱ در ژاپن و در سال ۲۰۰۲ در آمریکای شمالی و مناطق پال، به علت ورود گیم‌کیوب متوقف شد.
ان۶۴ به همراه دو بازی سوپر ماریو ۶۴ و پیلوت‌وینگز ۶۴ و در ژاپن به همراه بازی سومی با نام سایکیو هابو شوگی عرضه شد. قیمت پیشنهادی ان۶۴ در هنگام ورود به بازار ۱۹۹ دلار آمریکا بود و به میزان ۳۲٫۹۳ واحد میلیون از این کنسول فروخته شد.